# David Vanole
David Vanole (6 de febrero de 1963 - 15 de enero de 2007) fue un futbolista -en la modalidad 11, salón, rápido y playa- y director técnico estadounidense. Representó a su país en la Copa Mundial de Futsal de 1989, la Copa Mundial de Fútbol de 1990 y Copa Mundial de Fútbol Playa 1995. 

## Trayectoria
En su juventud practicó béisbol, baloncesto, voleibol de playa y fútbol, siendo reclutado por los Bruins, el equipo de fútbol de la Universidad de California en Los Ángeles para jugar en los torneos de la División I de la NCAA. Fue campeón nacional universitario en 1985.
Pasó luego a jugar profesionalmente, actuando con distintos equipos en la WSA y la APSL. También disputó una temporada de la MISL con los Wichita Wings, y entre 1992 y 1996 actuó en el circuito profesional de fútbol playa de los Estados Unidos.
Después de su retiro, fue el entrenador de arqueros en diversos equipos de su país, incluyendo el D.C. United y New England Revolution.

### Clubes
| Club                         | País           | Año         |
| ---------------------------- | -------------- | ----------- |
| Los Angeles Heat             | Estados Unidos | 1986 - 1989 |
| Wichita Wings (indoor)       | Estados Unidos | 1987 - 1988 |
| San Jose Earthquakes         | Estados Unidos | 1988        |
| San Francisco Bay Blackhawks | Estados Unidos | 1991        |

## Selecciones nacionales
Vanole disputó el torneo de fútbol de los Juegos Panamericanos de 1987 y de los Juegos Olímpicos de 1988.
Integró la selección de fútbol sala de los Estados Unidos que compitió en la Copa Mundial de 1989.
Fue internacional con la selección absoluta estadounidense con 13 partidos jugados y participó en la Copa Mundial de Italia de 1990.
Con la selección de fútbol playa de los Estados Unidos disputó la Copa Mundial de Fútbol Playa 1995.

## Fallecimiento
Falleció el 15 de enero de 2007 a los 43 años de edad. La causa de su muerte fue un infarto sufrido en Salk Lake City cuando se encontraba allí de vacaciones junto a su familia.